# Keňa
Keňa, plným názvem Keňská republika (svahilsky a anglicky Kenya [ˈkɛnjə, ˈkiːnjə]), je přímořský stát ve východní Africe při pobřeží Indického oceánu. Sousedí na západě s Ugandou (933 km), od 9. července 2011 na severozápadě s Jižním Súdánem (232 km), na severu s Etiopií (861 km), na východě se Somálskem (682 km) a na jihu s Tanzanií (769 km). Keňa je známá svými národními parky v savaně a velkou vůlí lákat zahraniční turisty. Země je prezidentskou republikou. Keňa je pojmenována po nejvyšší hoře Mount Kenya, nacházející se uprostřed státu. Zákonodárným sborem země je Národní shromáždění. Je to jeden z mála afrických států, kde je praktikována demokracie.

## Dějiny

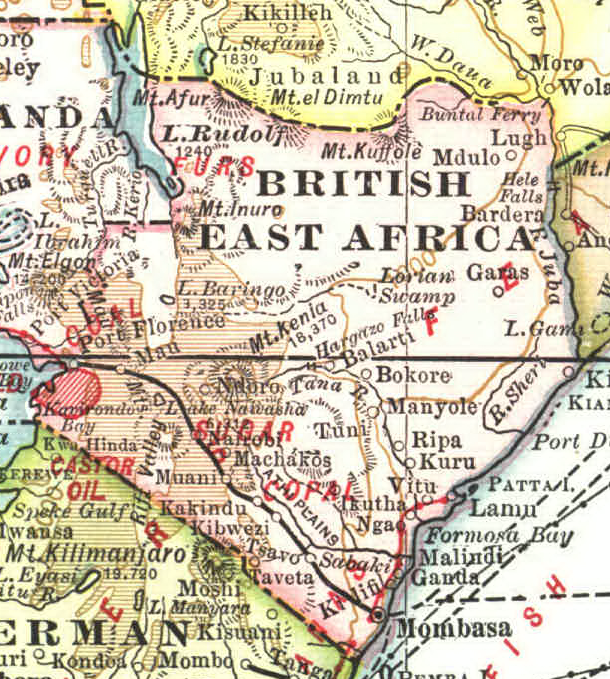
Britská východní Afrika v roce 1909

Historie Keni sahá milióny let do minulosti. Ve Velké příkopové propadlině na březích jezera Turkana byly objeveny některé z nejstarších ostatků lidí a jejich přímých předků z pliocénu a pleistocénu. Patří k nim zástupci druhů Australopithecus anamensis, Australopithecus afarensis, Kenyanthropus platyops, Homo habilis i Homo erectus.
Od nejstarších dob mořeplavectví lákalo obchodníky keňské pobřeží. V 8. století vznikly na pobřeží první arabské obchodní osady. Koncem 15. století vstoupili na území Portugalci. Ve druhé polovině 17. století se země dostala pod vliv ománského imána. V polovině 18. století se většina pobřeží dostala pod nadvládu ostrova Zanzibar. Zanzibarský sultán pronajal v roce 1895 půdu Britům a jejich vliv se rychle rozšířil i do vnitrozemí. Poté byla prohlášena britským Východoafrickým protektorátem a do roku 1904 byla spravována společně s Ugandou.
Přistěhovalo se sem mnoho Evropanů a osídlilo vysočinu. Evropané se zmocnili území Kikujů a Luů, aby zde mohli pěstovat kávu a čaj. Britové využívali levné africké pracovní síly ke stavbě železnice a hlídání plantáží. V 50. letech žilo v Keni na 80 tisíc evropských osadníků.
V roce 1920 byla prohlášena britskou korunní kolonií.
Nespokojenost Keňanů s britskou nadvládou přerostla v letech 1952 až 1960 k povstání Mau Mau proti britské koloniální správě. V té době byl britským premiérem Winston Churchill. Tisíce Afričanů zemřelo a statisíce Kikujů bylo internováno v koncentračních táborech.
V roce 1962 jí byla poskytnuta vnitřní samospráva a v prosinci 1963 se stala nezávislou republikou.
V prosinci 2007 zahynulo při povolebních etnických nepokojích přes 1000 lidí a 600 tisíc obyvatel muselo opustit své domovy. Odpovědnost některých keňských politiků za násilí vyšetřoval Mezinárodní trestní soud.
Ve Fort Jesusu v přístavním městě Mombasa je dnes muzeum keňské historie. Pevnost postavili Portugalci roku 1593. Její silné vysoké zdi chránily pobřeží, které zabrali arabským obchodníkům na počátku 16. století. Pevnost se také používala jako vězení.

## Státní symboly

### Vlajka
Keňská vlajka je tvořena listem o poměru stran 2:3 se třemi vodorovnými pruhy, černým, červeným a zeleným, mezi kterými jsou úzké bílé proužky. Uprostřed vlajky je červeno-bílo-černý štít masajských válečníků a za ním dva bílé, zkřížené oštěpy.

### Znak
Keňský státní znak zobrazuje dva lvy držící masajský ostrý štít, za nímž jsou dva zkřížené oštěpy. Štít obsahuje národní barvy: černou, červenou, zelenou a bílou. Uprostřed štítu je vyobrazen kohout držící sekyru. Lvi a štít stojí na siluetě hory Mount Kenya obsahující v popředí zemědělské produkty jako jsou čaj, káva, kopretina, sisal, kukuřice a ananas. Dole je stuha se svahilským mottem „Harambee” (česky Tahejme všichni za jeden provaz).

### Hymna
Keňská hymna je píseň Ee Mungu Nguvu Yetu (česky Ó Bože všeho stvoření).

## Geografie

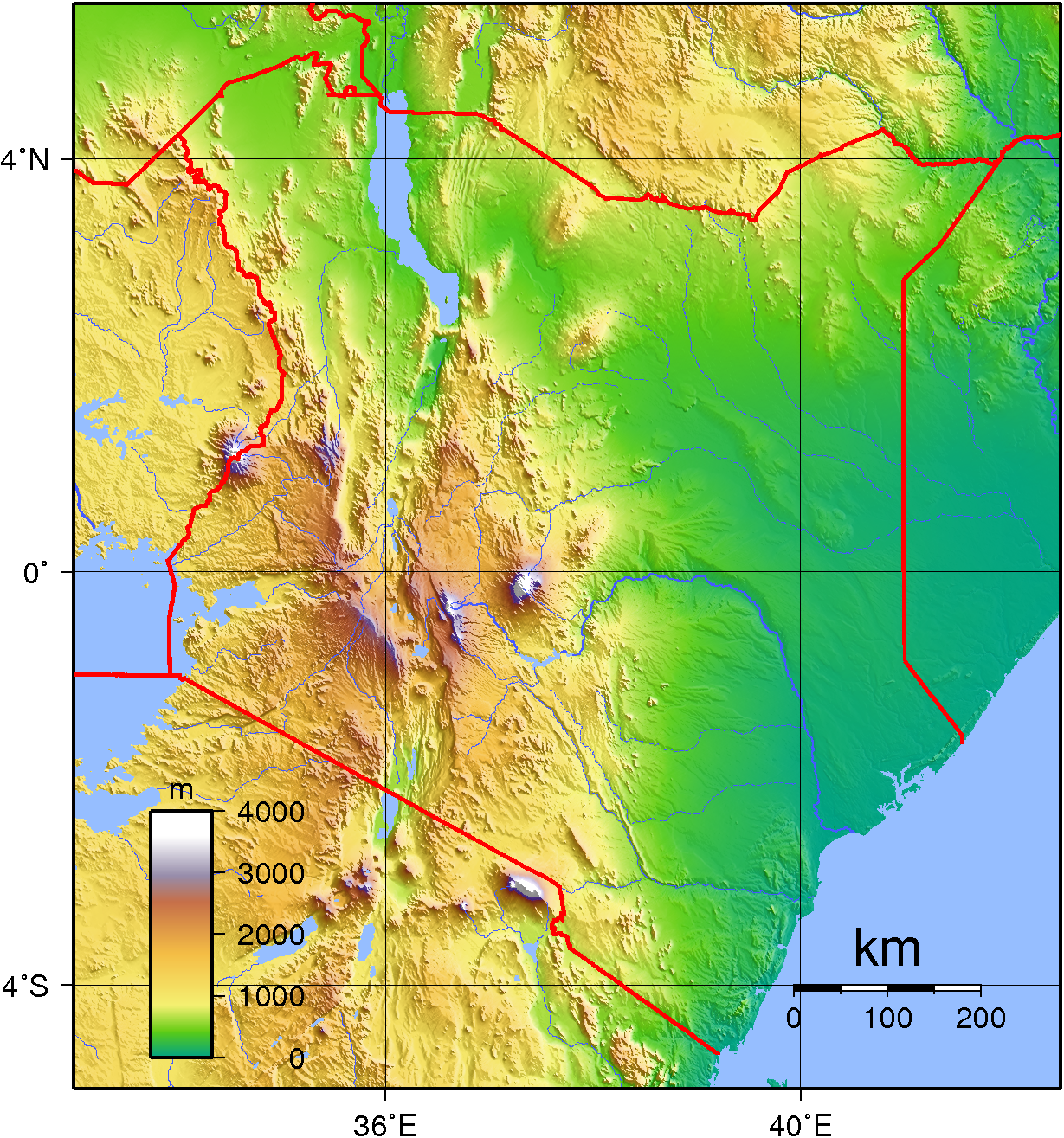
Topografická mapa Keni

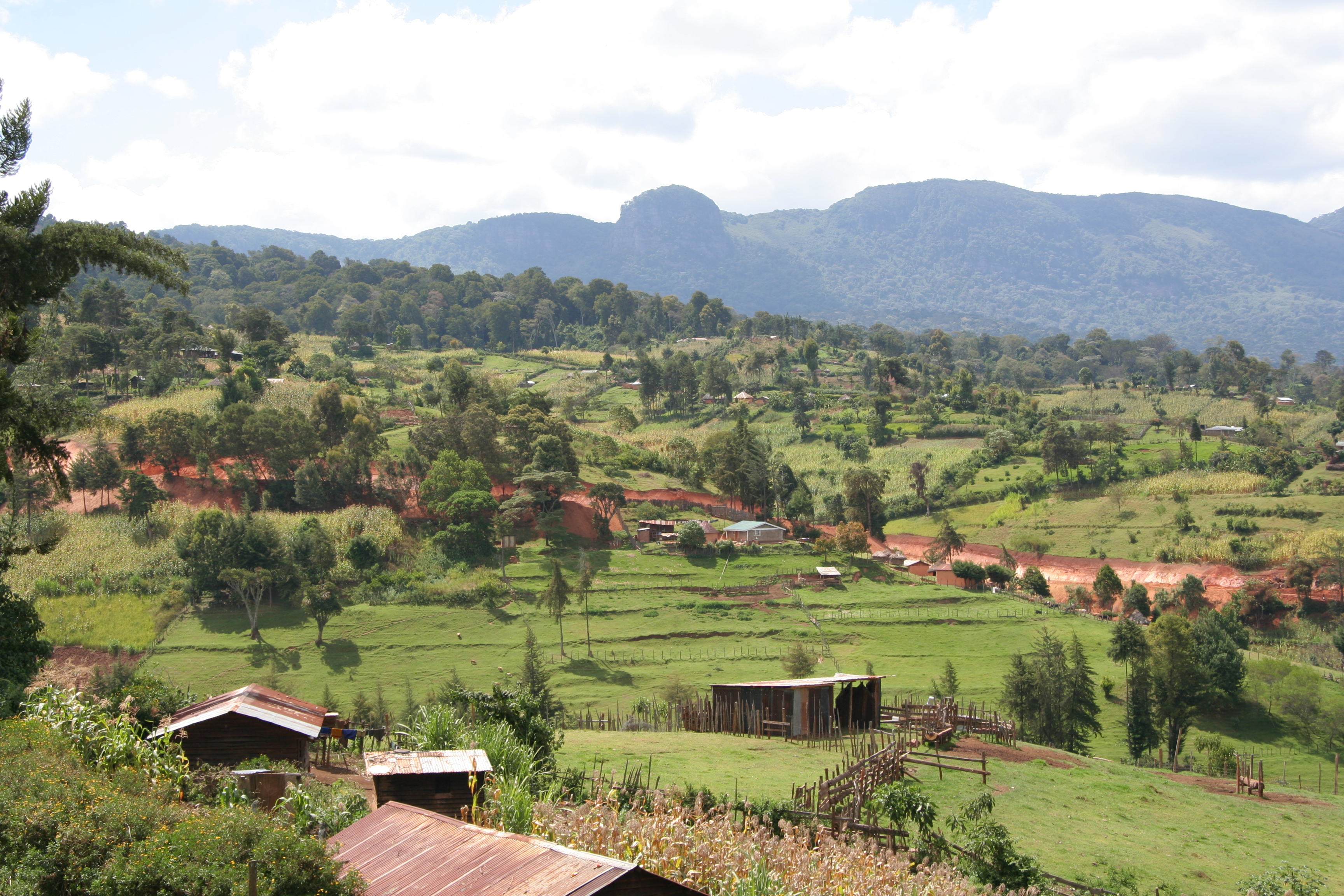
Keňská krajina

V nadmořské výšce do 3000 m převládají savany. Ve vnitrozemí jsou většinou stepi či savany, na východě od jezera Turkana jsou pouště nebo polopouště. U pobřeží a na západě se nachází husté tropické pralesy, vzhledem k vyšším úhrnům srážek a dlouhodobé vlhkosti. Ve vyšších polohách nad 3000 m je porost nižší, horský. Rostou tam hlavně senecie, lobélie, protei a další rostliny. Výše potom lišejníky a mechy; nejvyšší oblasti jsou bez vegetace.
Využití plochy: pastviny 37 %, lesy 30 %, orná půda 8 %, ostatní 25 %.
V Keni je mnoho národních parků a rezervací. Mezi nejznámější patří rezervace Masai Mara či národní park Tsavo. Žije zde například lev, slon africký, žirafa, nosorožec, hroch obojživelný, buvol africký, zebra stepní, gazela, gepard štíhlý, levhart skvrnitý, antilopa, hyena skvrnitá a mnoho různých druhů ptáků.

### Topografie
Při pobřeží Indického oceánu a na východě se rozkládá rozsáhlá nížina, která se v severní části rozšiřuje daleko do vnitrozemí. U hranicích s Etiopií patří Keni část Etiopské vysočiny. Na zbytku území jsou rozsáhlé plošiny a tam, kde jsou lávová pohoří, dosahují výšek až 2500 m n. m. Náhorní plošina je rozdělena tektonickým příkopem Východoafrickou příkopovou propadlinou (Východoafrický rift) s řadou menších jezer, které jsou součástí Velkých příkopových propadlin. Podél linie poklesů vystupují po obou stranách vulkanická pohoří, východně od příkopu ční nejvyšší vyhaslá sopka Kirinyaga, anglicky Mount Kenya která měří 5199 metrů. Na západě na hranicích s Ugandou je hora Mt. Elgon a měří 4321 metrů.

### Trojúhelník Ilemi
Území Trojúhelníku Ilemi, nárokované Keňou, Jižním Súdánem a Etiopií se rozkládá severozápadně od jezera Turkana. Má tvar trojúhelníku a leží v nadmořské výšce 350 až 1750 m n. m. Krajina je řídce zalesněná. Je velká 10 320 až 14 000 km². Je pojmenována po náčelníkovi Ilemi Akwonovi. Nyní jihozápadní část sporného území kontroluje Keňa, severní a východní kontroluje Jižní Súdán.[zdroj?]

### Vodstvo

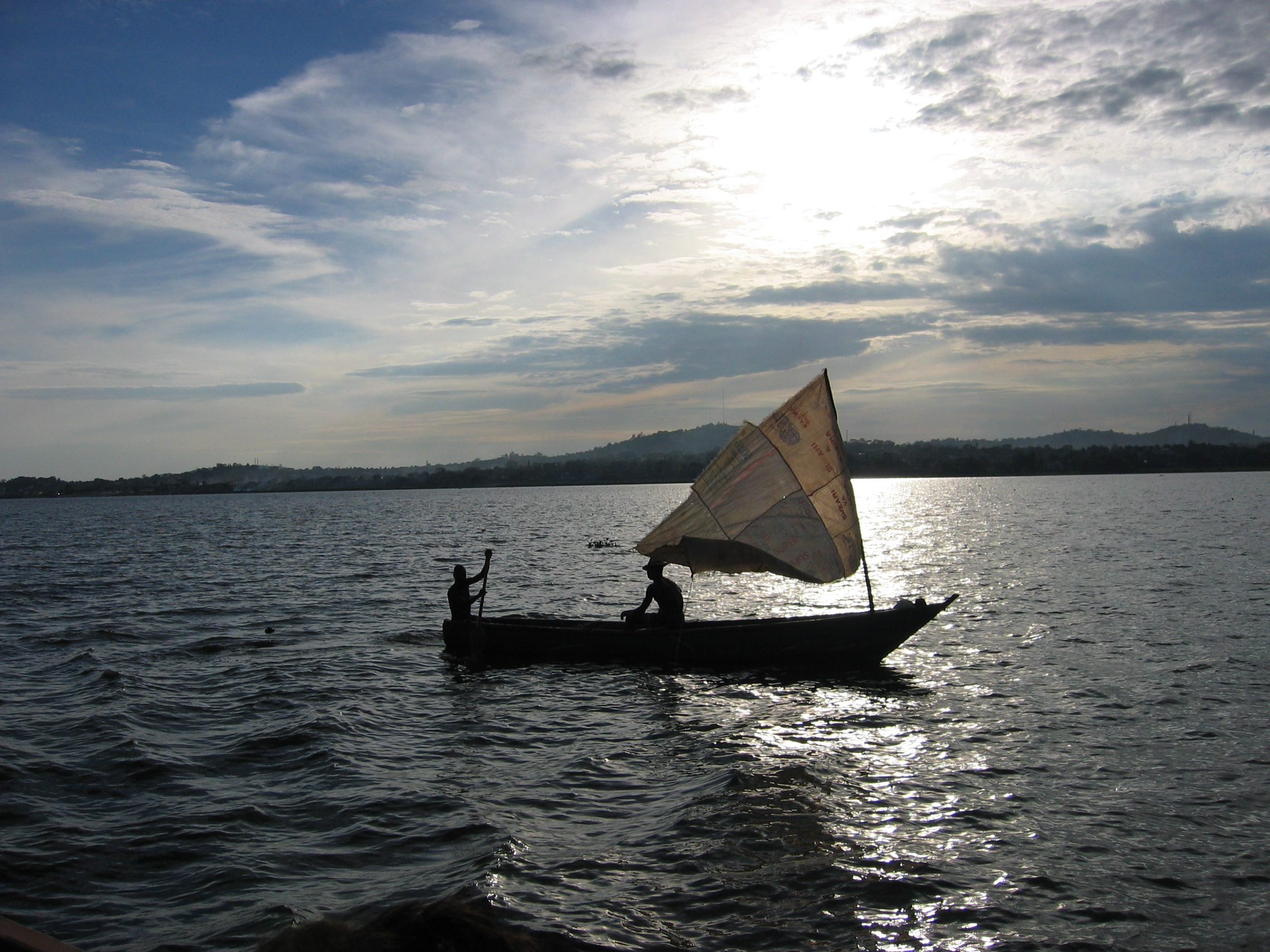
Viktoriino jezero

Říční síť je slabě rozvinutá, řeky jsou vodné jen v obdobích dešťů. Ty největší pramení na náhorní plošině a ústí do Indického oceánu. Sever a severovýchod má vysychající řeky. Viktoriino jezero (Ukerewe), největší jezero v Africe, náleží Keni jen malou severovýchodní částí. Na severu je slané bezodtoké Rudolfovo jezero (Turkana). Nejdelší řekou je Tana, měřící 708 km. Keňa má 536 km dlouhé pobřeží. Vodní plochy tvoří 13 400 km² země, což je 2,3 % z celé rozlohy Keni.
| Nejdelší řeky: - Tana 708 km - Athi-Galana-Sabaki 547 km - Suam-Turkwel 354 km - Arror-Kerio 350 km - Ewaso Ngiro 330 km - Mara 290 km - Nzoia 258 km - Voi 210 km |  | Největší jezera: - Viktoriino jezero 69 485 km² - Turkana 6 405 km² - Naivasha 139 km² - Baringo 130 km² - Magadi 104 km² - Nakuru 40 km² - Bogoria 34 km² - Elmenteita 18 km² |  | Největší vodopády: - Gura 273 m - Kindaruma 135 m - Nyahururu 73 m - Swift-Rutherford 67 m |

### Podnebí

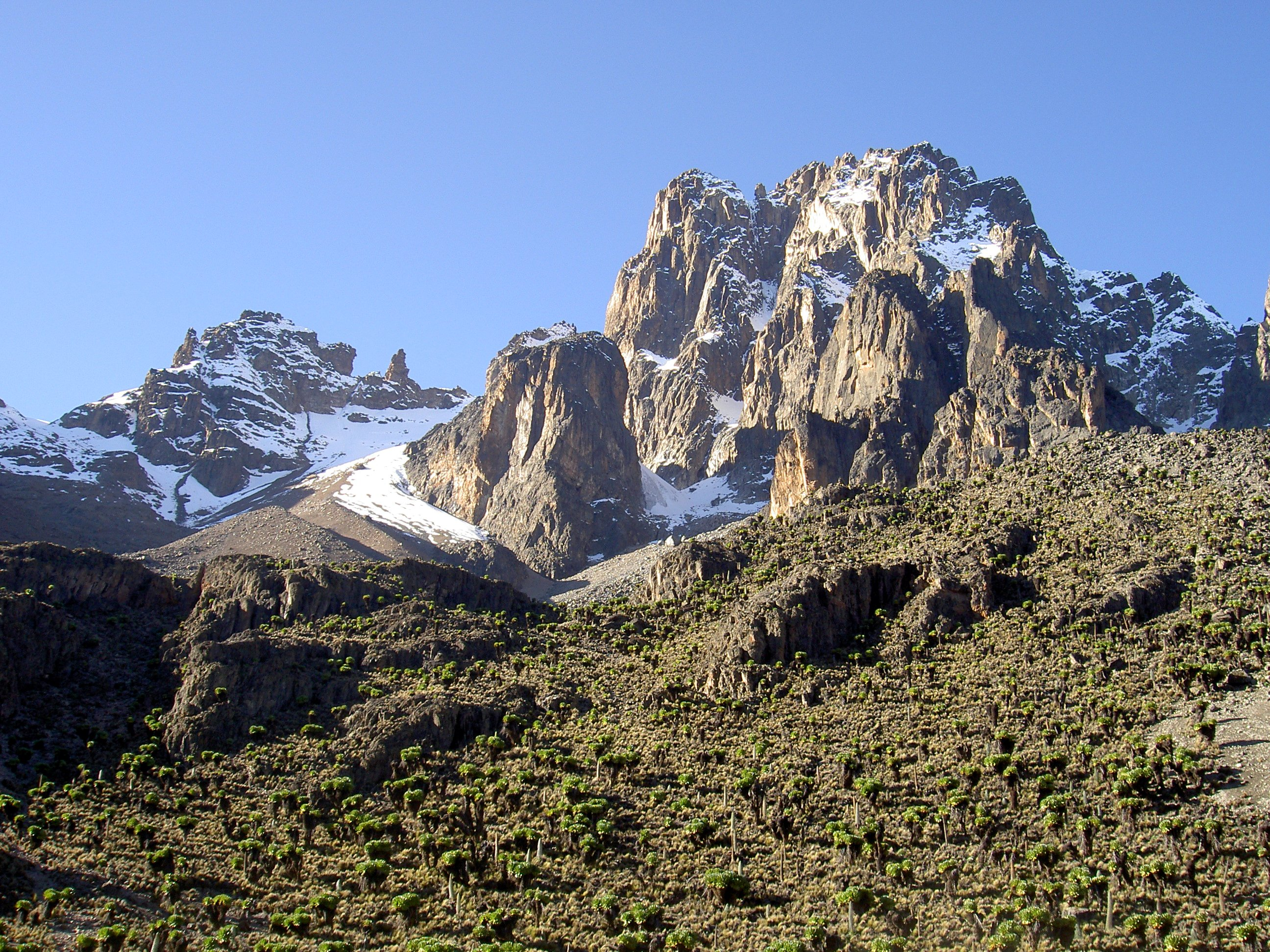
Mount Kenya

Keňa je v rovníkovém a monzunovém pásmu. Na severu a severovýchodě jsou pouště a polopouště. U pobřeží je podnebí horké a vlhké. Období dešťů zde převládají v březnu, dubnu, květnu, listopadu a prosinci.
Roční úhrny srážek jsou při pobřeží 1 100 mm, Mombasa 1 086 mm, ve vnitrozemí 500 až 1 000 mm, Nairobi 725 mm, Kisumu 780 mm. Na návětrných svazích hor jsou roční úhrny srážek až 1 500 mm. V horách nad 3500 m n. m. padá i sníh. V Nairobi v období dešťů je 19 dnů z 30 deštivých, v období sucha 7 dní z 30. V Mombase kromě Ledna a Února, kdy je 8 dní z 30 deštivých, je 15 až 23 dní z 30 deštivých.
Nejteplejšími měsíci je únor a březen a nejchladnějšími červen a červenec, rozdíl je do 7 °C. Teploty se u Indického oceánu pohybují okolo 30 °C, Mombasa průměrně 29 °C přes den, 22 °C v noci. Na severu jsou pouště, proto tam teploty přesahují 35 °C. Na zbytku území na plošinách je okolo 25 °C, Nairobi 23 °C přes den, 14 °C v noci. Průměrná vlhkost vzduchu v Nairobi je 72 %, v Mombase 81 % a v Kisumu 69 %. Průměrná roční teplota moře v Mombase je 27 °C.
| Město   | Nad. výška | Max (°C) | Min (°C) |
| ------- | ---------- | -------- | -------- |
| Mombasa | 17         | 31       | 21       |
| Nairobi | 1 661      | 26       | 12       |
| Eldoret | 2 091      | 24       | 9        |
| Lodwar  | 515        | 36       | 24       |

## Politický systém
Keňa je republika. Je nicméně členem Britského společenství národů. Prezident republiky je volen parlamentem každých 5 let.
Prvním prezidentem byl vůdčí africký nacionalista Jomo Kenyatta. Jeho strana byla Keňská africká nacionální unie (KANU). Kenyatta dobře spolupracoval se západními státy a tak se hospodářství v Keni zlepšilo. Kenyatta zemřel roku 1978. Jeho nástupcem byl Daniel arap Moi.
Dalším nástupcem byl prezident syn Jomo Kenyatty Uhuru Kenyatta, který vládl od roku 2013 do roku 2022. Nyní je prezidentem William Ruto.

### Seznam nejvyšších představitelů
- 12. 12. 1963 až 12. 12. 1964 – Malcolm John MacDonald – generální guvernér zastupující britskou monarchii jako hlava státu
- 12. 12. 1964 až 22. 8. 1978 – Jomo Kenyatta – prezident, KANU
- 22. 8. 1978 až 14. 10. 1978 – Daniel Toroitich arap Moi – KANU
- 14. 10. 1978 až 30. 12. 2002 – Daniel Toroitich arap Moi – prezident; KANU
- od 30. 12. 2002 až 9. 4. 2013 – Emilio Mwai Kibaki – prezident; DP/NRC, PNU
- od 9.4.2013 až 13. 9. 2022 – Uhuru Kenyatta – prezident; TNA (syn Joma Kenyatty)
- od 13. 9. 2022 – William Ruto – prezident

## Administrativní dělení
[potřebuje aktualizovat]

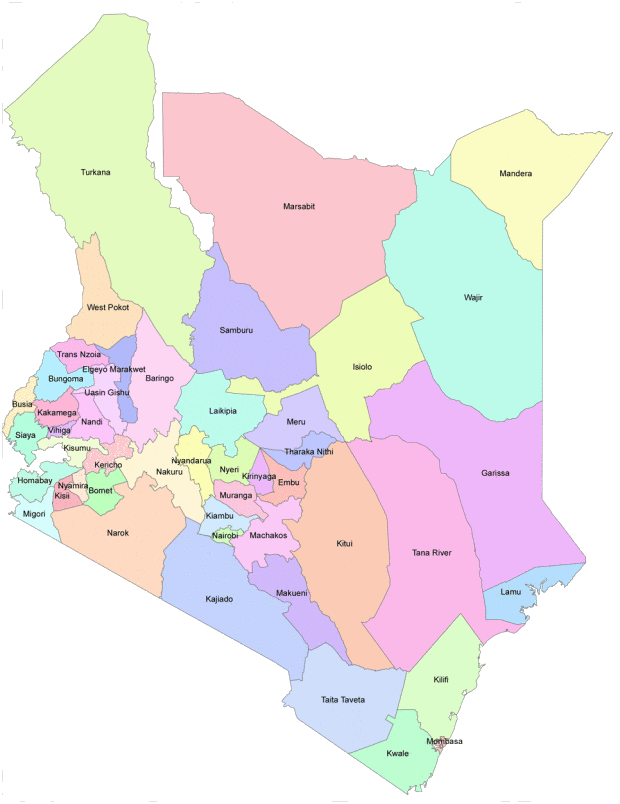
Administrativní dělení Keni

Keňská republika je dle ústavy z roku 2010 rozdělena do 47 poloautonomních krajů, které jsou vedeny guvernéry. Tyto kraje se dále dělí na 262 okresů.

## Ekonomika

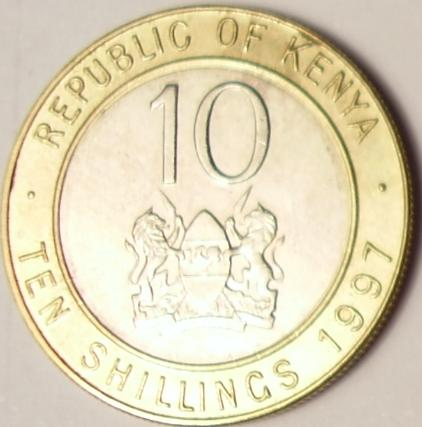
10 keňských šilinků

Keňa je zemědělský stát s poměrně rozvinutým průmyslem – představuje výrobu cementu a zpracování ropy. V zemi se těží menší ložiska sody, fluoritu, soli, zlata a niobu. Nejdůležitějším průmyslem je petrochemický, textilní a zejména potravinářský průmysl. V zemědělství pracuje 75 % veškerého činného obyvatelstva. Sklízí se cukrová třtina, kukuřice, pšenice, rýže, batáty, brambory, luštěniny, maniok, ovoce, káva, čaj, kokosové ořechy a sisal. Z dobytka se nejvíce chová skot, ovce, kozy, drůbež a velbloudi. Dominuje chov skotu, který má k dispozici 2/3 rozlohy země. Významný je rybolov a těžba dřeva z malých ploch lesů. Vláda podporuje cestovní ruch (populární safari), který je cenným zdrojem deviz. Zdravotnictví bojuje s nemocemi jako malárie, úplavice a AIDS.
Díky turistickému ruchu (Viktoriino jezero, národní parky) a přírodnímu bohatství má země na africké poměry vyšší HDP na obyvatele – okolo 1500 USD. Dováží se většinou suroviny a stroje, 75 % všech Keňanů je zaměstnáno v zemědělství. Ostatních 25 % jich pracuje v továrnách nebo ve službách. Keňa má veliký státní dluh, který způsobuje vzrůst nepokojů v zemi. Nezaměstnanost se zvýšila, když země přijala velký počet uprchlíků, kteří sem přicházeli, aby unikli občanské válce v sousedním Somálsku. Nyní je v Keni nezaměstnaných 10 % obyvatel.
V Keni se platí keňským šilinkem. Dělí se na 100 centů. Keňský šilink je nejsilnější měnou ve východní Africe, 1 česká koruna se rovná přibližně 4,5 keňských šilinků. Platí se jim i mimo hranice Keni, nejčastěji ve východním Somálsku a jižním Súdánu a je preferovanější oproti lokální měně. Šilink se platí od roku 1963, kdy země vyhlásila nezávislost.

### Historie
Keňský pobřežní pás byl zapojen do světové ekonomiky starými světovými obchodními cestami, které vedly přes Afriku, Asii a Evropu v období mezi 70 n. l. a 1700 n. l. Zahraniční obchodníci přinášeli své zboží na keňské pobřeží a měnili jej za zboží africké. V roce 1499 n. l. Vasco da Gama objevil námořní cestu do Indie přes jižní Afriku, která umožnila evropským národům ovládnout obchodní ekonomiku východoafrického pobřeží. Portugalština se zde usadila v 16.–17. století. V 18. století obsadili východ Afriky Ománští Arabové a nahradili tak Portugalce, později v roce 1895 je vyhnali Britové. Britové využívali vnitřní obchodní cesty až do Bugandského království a aby se tato prastará hospodářská obchodní cesta stala ziskovou, použili Britové indické dělníky k vybudování železnice z Mombasy na pobřeží do Kampaly, hlavního města Bugandského království. Podél železniční trasy se začala stavět velká města a indičtí dělníci, kteří se po stavbě železnice nevrátili domů, si zde zřídili první obchody. Během koloniálního období evropské společenství osadníků společně s Indy založili základy moderní formální keňské ekonomiky. Příkladem asijsko-keňských podnikatelů je Manu Chandaria nebo Madatally Manji. Zatímco Evropané a Indové se těšili silnému ekonomickému růstu mezi lety 1920 a 1963, Afričané byli zbaveni své půdy, své lidskosti a byli nuceni pracovat za minimální mzdu za extrémně špatných pracovních podmínek prostřednictvím zavedeného systému rasové segregace.
Keňa znovu získala nezávislost v roce 1963. Během působení prezidenta Jomo Kenyatty podporovala keňská vláda afrikanizaci keňské ekonomiky, která generovala rychlý hospodářský růst prostřednictvím veřejných investic, podporování drobných zemědělských produktů a pobídek pro soukromé, často zahraniční, průmyslové investice. Tom Mboya a Mwai Kibaki v roce 1965 zdůraznili potřebu Keni vyhnout se jak kapitalistické ekonomice západu, tak komunismu východu. Keňa by se podle nich místo toho měla soustředit na africký socialismus, přičemž by se měla vyvarovat propojení keňského ekonomického bohatství s jakoukoli zemí nebo skupinou zemí. Od roku 1963 do roku 1973 rostl hrubý domácí produkt (HDP) průměrným ročním tempem 6,6 % a během 70. let 20. století průměrným tempem 7,2 %. Zemědělská produkce vzrostla během stejného období o 4,7 % ročně, stimulovaná redistribucí statků, distribucí nových kulturních kmenů a otevřením nových oblastí pro pěstování. Míra růstu HDP však v 80. letech klesla na 4,2 % ročně a v 90. letech na 2,2 % ročně.
Keňská politika nahrazování výroby dovozem, která začala v roce 1946 evropskými a asijskými podniky, nedosáhla žádoucího výsledku transformace keňské průmyslové základny a na konci 70. let 20. století začal růst cen ropy způsobovat, že keňský výrobní sektor není konkurenceschopný. V reakci na to vláda zahájila masivní zásah do soukromého sektoru. Nedostatek vývozních pobídek, přísné kontroly dovozu a devizové kontroly způsobily, že domácí prostředí pro investice bylo ještě méně atraktivní. Od roku 1991 do roku 1993 měla Keňa nejhorší ekonomickou výkonnost za dobu své nezávislosti. Růst HDP stagnoval a zemědělská produkce se meziročně snížila o 3,9 %. Inflace dosáhla v srpnu 1993 rekordních 100 % a schodek veřejných rozpočtů přesáhl 10 % HDP.
V 80. a 90. letech 20. století přispělo zavedení programů strukturálních úprav (SAP) sponzorovaných MMF a Světovou bankou k úpadku a dvacetileté stagnaci keňské ekonomiky. Některé z podmínek SAP vedly ke snížení vládních výdajů na hospodářské a sociální služby, ke snížení zápisu do vzdělávání a ke zvýšení nezaměstnanosti (zejména v zemědělském průmyslu). Výsledkem bylo, že formální ekonomika ustoupila růstu neformální ekonomiky, životní úroveň začala klesat a Keňa se otevřela globální ekonomice.
V roce 1993 zahájila keňská vláda hlavní program hospodářské reformy a liberalizace. Nový ministr financí a nový guvernér centrální banky podnikli řadu ekonomických opatření za pomoci Světové banky a Mezinárodního měnového fondu (MMF). V rámci tohoto programu vláda odstranila cenové kontroly a dovozní licence, odstranila devizové kontroly, privatizovala řadu společností ve veřejném vlastnictví, snížila počet státních zaměstnanců a zavedla konzervativní fiskální a měnovou politiku. Od roku 1994 do roku 1996 se průměrná míra růstu reálného HDP v Keni pohybovala v průměru o něco více než 4 % ročně.
V roce 1997 však ekonomika vstoupila do období zpomalujícího nebo stagnujícího růstu, částečně kvůli snížené hospodářské aktivitě před obecnými volbami v prosinci 1997. V červenci 1997 vláda Keni odmítla splnit dřívější závazky vůči MMF pro reformy správy věcí veřejných. V důsledku toho MMF pozastavil poskytování úvěrů na tři roky a Světová banka pozastavila úvěr na strukturální úpravy ve výši 90 milionů USD. Keňská vláda následně podnikla kroky k reformě, včetně zřízení keňského protikorupčního úřadu v roce 1997, a opatření ke zlepšení transparentnosti vládního zadávání veřejných zakázek a snížení mezd ve vládě.
Hospodářský růst se v letech 2003 až 2008 zlepšil pod správou Mwai Kibaki. Když se Kibaki ujal moci v roce 2003, okamžitě zřídil ministerstvo financí, reformoval Keňský finanční úřad (KRA) s cílem zvýšit vládní příjmy, reformoval finanční zákony o bankovnictví, odepsal dluhy strategických veřejných podniků a zajistil, aby 30 % vládních daňových příjmů bylo investováno do projektů ekonomického rozvoje. Díky těmto vládním reformám Národní duhové koalice (NARC) získala KRA v roce 2004 více daňových příjmů, než se očekávalo. Vláda poté zahájila investice do infrastruktury. Do roku 2005 se keňský veřejný dluh snížil z maxim 80 % HDP v roce 2002 na 27 % HDP v roce 2005. Finanční sektor se výrazně zlepšil a akciová banka Keňa Limited se stala jednou z největších bank ve východní Africe.

### Vládní finance

#### Příjmy a výdaje
V roce 2006 byly celkové příjmy keňské vlády 4.448 miliard dolarů a odhadované výdaje 5.377 miliard dolarů. Saldo státního rozpočtu v procentech hrubého domácího produktu se v roce 2006 zlepšilo na −2,1 % z −5,5 % v roce 2004. V roce 2012 stanovila Keňa rozpočet ve výši 14,59 miliard dolarů s vládním příjmem přibližně 12 miliard dolarů. Zpráva o rozpočtové politice na rok 2018 stanovila rozpočet ve výši 30 miliard dolarů. Průměrné vládní příjmy činily 25 miliard dolarů. Schodek ve výši 5 miliard dolarů byl vypůjčen.

#### Vládní dluh
Od roku 1982 se keňské klíčové ukazatele veřejného dluhu zvýšily nad kritickou úroveň měřenou jako procento HDP a jako procento vládních příjmů. V roce 2002, v posledním roce správy Daniela arapa Moiho, činil keňský veřejný dluh téměř 80 % HDP. V posledních 10 letech režimu Moi vláda utratila 94 % všech svých příjmů za platy a dluhové služby MMF, Světové bance a dalším západním zemím. V roce 2003 administrativa Mwai Kibaki zřídila oddělení správy veřejného dluhu v rámci ministerstva financí, aby snížila dluh Keni na udržitelnou úroveň. V roce 2006 byl v Keni schodek běžného účtu 1,5 miliardy dolarů. Tato částka byla v roce 2005, kdy běžný účet měl schodek ve výši 495 milionů dolarů, výrazně zvýšen. V roce 2006 činil zůstatek běžného účtu jako % hrubého domácího produktu −4,2. V roce 2006 činil zahraniční dluh Keni celkem 6,7 miliard dolarů. S HDP ve výši 25,83 miliard dolarů roce 2006 činila úroveň veřejného dluhu 27 % HDP. Ve zprávě o řízení dluhu za rok 2011 uvedla státní pokladna, že dluh rostl a v roce 2009 vzrostl na 40 % HDP a do roku 2012 na 54 % HDP. V roce 2019 se keňský dluh zvýšil na absolutní částku 50 miliard dolarů proti HDP 98 miliard dolarů. Úroveň veřejného dluhu je tedy od roku 2019 51 % HDP.
Keňským největším bilaterálním věřitelem od roku 2011 je Čína a největším multilaterálním věřitelem od roku 1963 byla Světová banka.

#### Ekonomický stimulační program
Keňský hospodářský stimulační program (ESP) byl zaveden do rozpočtového plánu na období 2010/2011. Cílem této iniciativy bylo stimulovat hospodářskou činnost v Keni prostřednictvím investic do dlouhodobých řešení problémů spojených s potravinovou bezpečností, nezaměstnaností na venkově a nedostatečným rozvojem. Jejím stanoveným cílem bylo podporovat regionální rozvoj v zájmu spravedlnosti a sociální stability, zlepšovat infrastrukturu, zvyšovat kvalitu vzdělávání, využívat dostupnou zdravotní péči pro všechny Keňany, investovat do ochrany životního prostředí, budovat keňskou informační a komunikační technologii (IKT) a rozšíření přístupu k IKT pro širokou veřejnost v Keni. Ministerstvo financí se zaměřilo na využití tohoto programu k dosažení regionálního rozvoje pro rovnost a sociální stabilitu.

#### Integrovaný informační systém finančního řízení
Integrovaný informační systém pro finanční řízení (IFMIS), který byl původně zaveden v roce 2003, byl Ministerstvem financí přepracován tak, aby zamezil podvodům a jiným nezákonným praktikám. Cílem ministerstva bylo dát keňské finanční a ekonomické informace do formátu, který byl přístupný z online platformy, aby se zlepšilo řízení veřejných výdajů ministerstvem financí. IFMIS umožňuje plně integrované plánování procesu rozpočtování, protože propojuje cíle politiky plánování a přidělování rozpočtu. Usiluje také o podporu strategie sdílených služeb v oblasti elektronické veřejné správy tím, že zpřístupní vládní finanční služby online a zpřístupní zprávy o stavu. Systém nabízí vylepšení v plánování a rozpočtování, monitorování, hodnocení a odpovědnosti a plnění rozpočtu.

#### Fondy pro začlenění neformálního sektoru
Fond pro začleňování neformálního sektoru (FIIS) je fond, který umožňuje mikropodnikům a malým podnikatelům (MSE) získat přístup k úvěrovým prostředkům, rozšířit jejich podnikání a zvýšit své úspory. Jeho cílem je také pomoci neformálním podnikům při přechodu na podniky formálního sektoru prostřednictvím přístupu k formálním poskytovatelům finančních služeb. FIIS je revolvingový fond, jehož prostřednictvím vláda uzavírá smlouvy o úvěrových nástrojích s vybranými bankami na půjčování mikropodnikům a malým podnikům prostřednictvím poboček, autorizovaných bankovních agentů a dalších kanálů, zejména mobilního bankovnictví. Odhaduje se, že v neformálním sektoru pracuje 8,3 milionu Keňanů.

#### Investiční vyrovnávací fond
Kompenzační fond investorů je určen k náhradě investorů, kteří utrpěli ztráty v důsledku neplnění smluvních povinností obchodníka s cennými papíry nebo obchodníka až do výše 50 000 Sh na investora.

### Vize 2030
Vize 2030 je keňský plán pro rozvoj země. Vize byla představena v červnu 2008 keňským prezidentem Kwai Kibaki. Cílem je vytvořit prosperující industriální stát s vysokou kvalitou života do roku 2030 pomocí reforem. K dosažení tohoto cíle bude potřeba změnit celý keňský průmysl a vytvořit čisté a bezpečné prostředí. Vize 2030 se zaměřuje na všechny hlavní problémy země – infrastruktura, energetika, chudoba aj. Vize stojí na třech pilířích – ekonomickém, sociálním a politickém.

#### Ekonomický pilíř
Keňský průmysl by měl být diverzifikovaný a schopný. Toho by se mělo dosáhnout pomocí celkové restrukturalizace místního v průmyslu, který je v dnešní době nefunkční a zastaralý. Keňa se také snaží zacílit na turisty, ve své vizi si klade za úkol být jednou z 10 nejnavštěvovanějších dálkových destinací a turistům nabízet luxusní zážitky. Nalákat turisty Keňa chce pomocí tvoření nových letovisek přímo u pláží, zlepšení služeb pro turisty ve vodní turistice či v kultuře. Ekonomický pilíř se také snaží pomoct zemědělství, které tvoří v Keni nejvyšší podíl na HDP. Keňa chce moderní způsob zemědělství s vyšší produkcí jak zemědělských plodin, tak hospodářských zvířat.

#### Sociální pilíř
Sociální pilíř zahrnuje vybudování spravedlivé společnosti, s vysokou kvalitou života pro všechny obyvatele a s možností kvalitního vzdělání na světové úrovni. Keňa má v plánu zlepšit vzdělávání pomocí mnoha reforem (např. vzdělávání od dětského věku, trénování učitelů, revize učebních osnov atd.). Pro zlepšení kvality života, chce Keňa poskytovat kvalitní lékařskou péči, srovnatelnou například s Evropskými zeměmi. Chce, aby si lékařskou péči mohli dovolit i chudé vrstvy obyvatelstva. Tento pilíř také očekává zlepšení kvality vody. Toho by se mělo dosáhnout postavením přehrad na velkých keňských tocích (Nyando) a lepším hospodaření s vodou během sklizní (např. využívání dešťové vody). Keňa také musí bojovat s vysokou mírou diskriminace. K její zamezení se Keňa snaží o větší zaměstnanost žen ve všech oblastech a také zákazem degenerativních praktik (např. dětská práce)

#### Politický pilíř
Keňa chce být chápána jako suverénní moderní právní stát, který uznává lidská práva. Proto cílem tohoto pilíře je zefektivnění práce státních institucí, zvýšení dostupnosti justičních služeb veřejnosti a bezpečí pro všechny obyvatele a jejich majetek. Také se snaží o lepší zvládání konfliktů v zemi a zajištění míru ve státě.

## Doprava
V zemi je řídká silniční a železniční síť, čilý cestovní ruch zvyšuje podíl letecké dopravy.
Keňa má 15 asfaltovaných letišť a 210 neasfaltovaných letišť. Hlavními letišti jsou Letiště Joma Kenyattana v Nairobi a Letiště Moi v Mombase. Železniční síť je řídká. Celková délka provozovaných tratí je 3 383 km a většina z nich (2 778 km) je úzkorozchodná s rozchodem 1 000 mm. Jimi jsou propojeny se sousední Ugandou a Tanzanií. Tratě normálního rozchodu vedou z Mombasy do Nairobi a jsou rozestavěny dále do Malaby. Má 63 265 km silnic, z toho pouze 8933 km je asfaltovaných. Hlavní silnice jsou silnice z Káhiry do Kapského Města a silnice z Mombasy do Lagosu. V Keni se jezdí vlevo. Maximální rychlost na silnicích je 100 km/h a v zastavěných oblastech 50 km/h, ale většina lidí prý tato pravidla nedodržuje.

## Obyvatelstvo

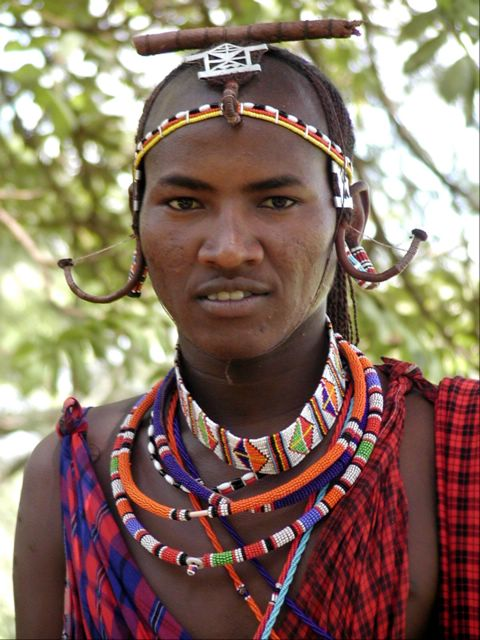
Masaj

Keňa má mladou populaci a 73 % Keňanů je mladších 30 let. Počet obyvatel Keni vzrostl v průběhu 20. století z necelých 3 milionů na 40 milionů.
Obyvatelé se dělí na 50 různých etnických skupin, mezi nimi jsou nejpočetnější Kikujové (cca 22 %). 67 % obyvatelstva Keni žije ve vesnicích. 85,1 % všech Keňanů je gramotných, z toho 90,6 % muži a 79,7 % ženy, ale v zemi je velký podíl mladistvých, téměř 50 % všech obyvatel nebylo ještě 20 let. Křesťanství vyznává ve městech 60 % populace, na vesnicích je rozšířen stále animismus. Jsou tu i menšiny hinduistů a muslimů.
Obyvatelstvo v Keni hovoří celkem 69 jazyky, z nichž úřední jsou dva – angličtina a svahilština. Svahilština se stala úředním jazykem v roce 1963 kdy vyhlásila Keňa nezávislost na Velké Británii.

### Etnické složení

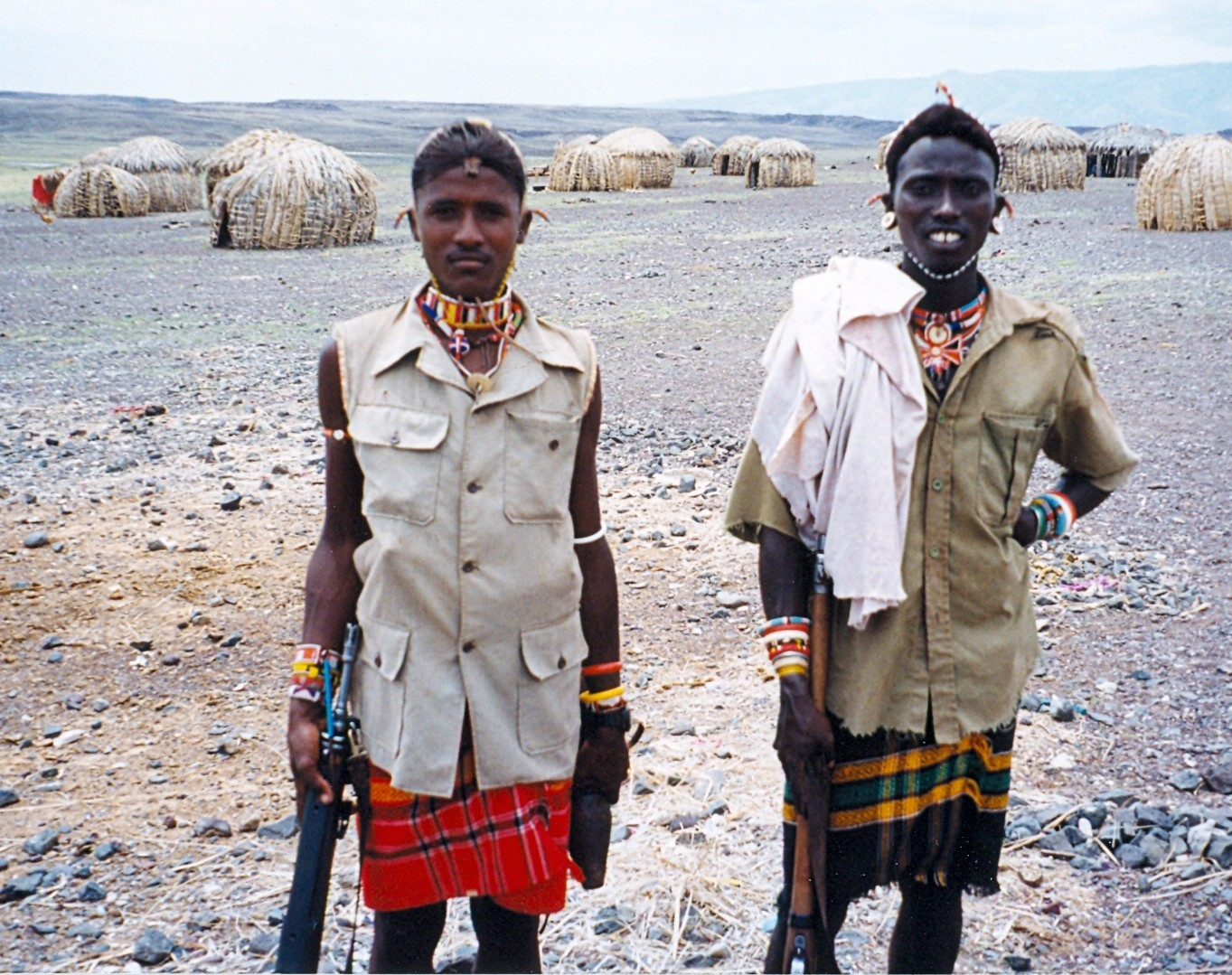
Muži z kmene Samburu poblíž jezera Turkana

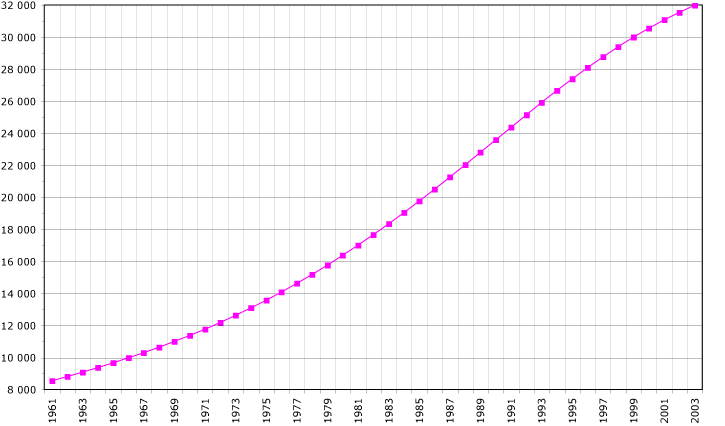
Vývoj počtu obyvatel Keni v tisících.

| - Kikujové 20,12 % - Luové 13,91 % - Luhyové 13,28 % - Kambaové 10,95 % - Kalendžinové 10,88 % - Kisiiové 6,41 % - Meruové 5,07 % - Mijikendové 4,76 % - Somálci 2,29 % - Turkanové 1,86 % |  | - Masajové 1,42 % - Embu 1,08 % - Taita 1,00 % - Iteso 0,78 % - Kuria 0,54 % - Tharaka 0,45 % - Bere 0,45 % - Pokomo 0,32 % - Oromo 0,31 % - Bajuni 0,22 % |  | - Nderobo 0,19 % - Rendilleové 0,17 % - Orma 0,15 % - Gabrové 0,15 % - Svahilové 0,09 % - Njempsi 0,06 % - Taveta 0,06 % - Sakuya 0,04 % - Bani 0,03 % - Sanye 0,03 % |

| Obyvatelstvo rozdělené podle věku:              | 0–14 let: 42,1 % (muži 7 826 804, ženy 7 720 456) 15–64 let: 55,2 % (muži 10 219 575, ženy 10 174 922) 65 let a více: 2,6 % (muži 446 355, ženy 525 609) |
| Průměrný věk:                                   | průměrný věk u mužů je 18,5 let průměrný věk u žen je 18,7 let průměr celé populace je 18,6 let                                                          |
| Očekávaná délka života při narození:            | žena 57,1 let muži 58,8 let |
| Průměrný roční přírůstek obyvatelstva:          | 2,8 % |
| Počet narození na 1 000 obyvatel:               | 38,94 |
| Počet zemřelých při narození na 1 000 obyvatel: | 10,95 |
| Počet migrantů na 1 000 obyvatel:               | 100 |
| Počet nakažlivých virem HIV nebo AIDS (2003):   | 6,7 %, což je 1 200 000 obyvatel, z nich 150 000 jich zemřelo                                                                                            |

### Náboženství
Převážná většina obyvatel je křesťanská (83 %). 47,7 % se považuje za protestanty a 23,5 % za katolíky latinského ritu Zajímavostí je roku 2012 založená  Obnovená univerzální katolická církev, jejíž kněží mohou být ženatí. Netvoří jednotu se Svatým stolcem. Významnou menšinu tvoří muslimové s 11,2 %, původní náboženství s 1,7 % a nevěřící s 2,4 %. Šedesát procent muslimů žije v pobřežním regionu. Zhruba 4 % muslimů jsou ahmadíja, 8 % šiíté a dalších 8 % jsou nespecifikovaní muslimové, zatímco 73 % jsou sunnité.
Statistika z roku 2019 uvádí následující náboženskou příslušnost: křesťané 85,5 % (protestanti 33,4 %, katolíci 20,6 %, evangelíci 20,4 %, africké nezávislé církve 7 %, ostatní křesťané 4,1 %), muslimové 10,9 %, jiná náboženství 1,8 %, bez vyznání 1,8 %. Na venkově je běžné vyznávání křesťanství a zároveň jednoho z tradičních lokálních náboženství (vícečetná náboženská identita), případně jejich synkretismu. V severních oblastech země existuje z tradičních náboženství například samburské náboženství, rendilské náboženství, kikuyské náboženství nebo náboženství waaqeffanna. V masajských jazycích se bůh nazývá Ngai.

### Města

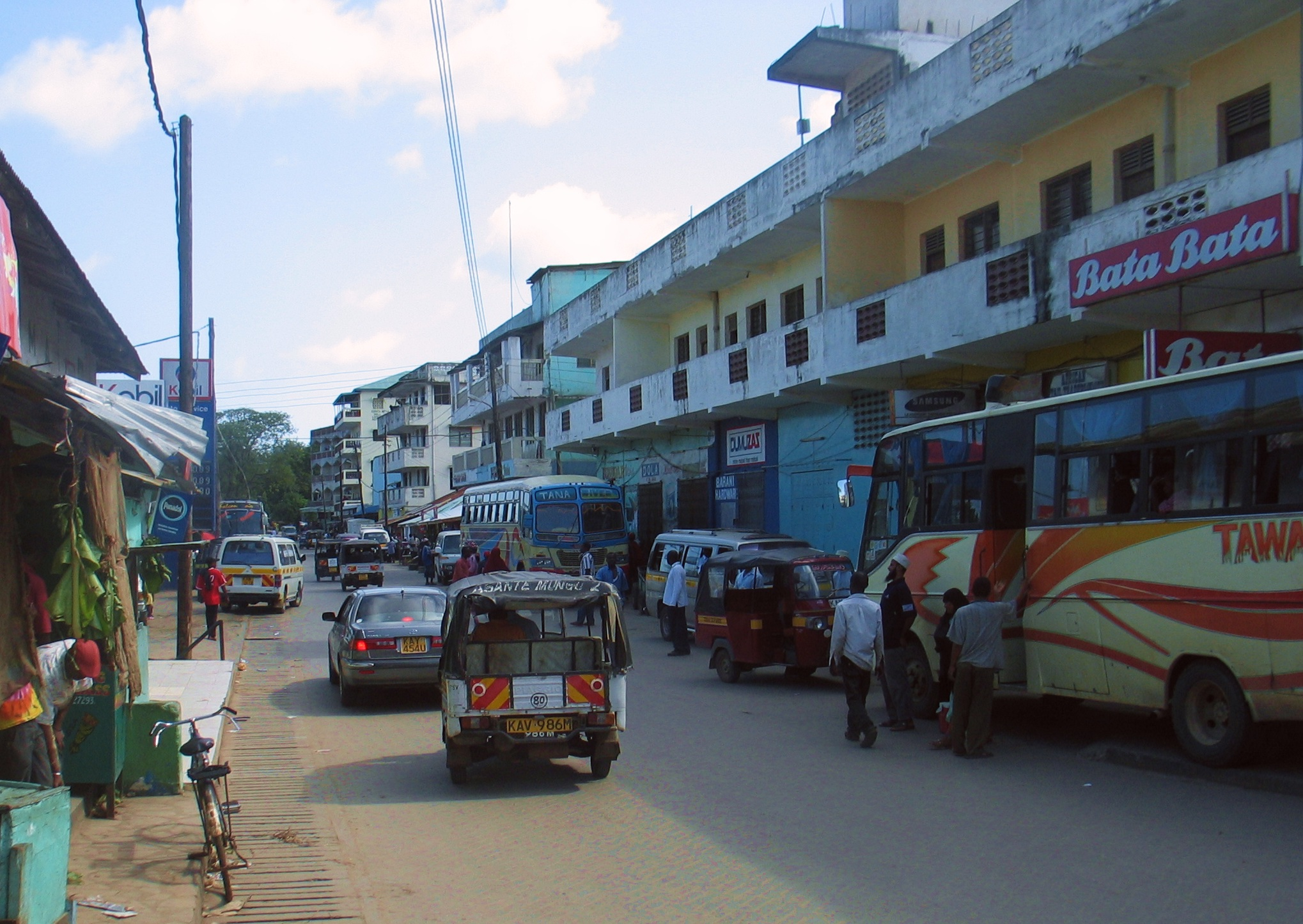
Přístavní město Malindi

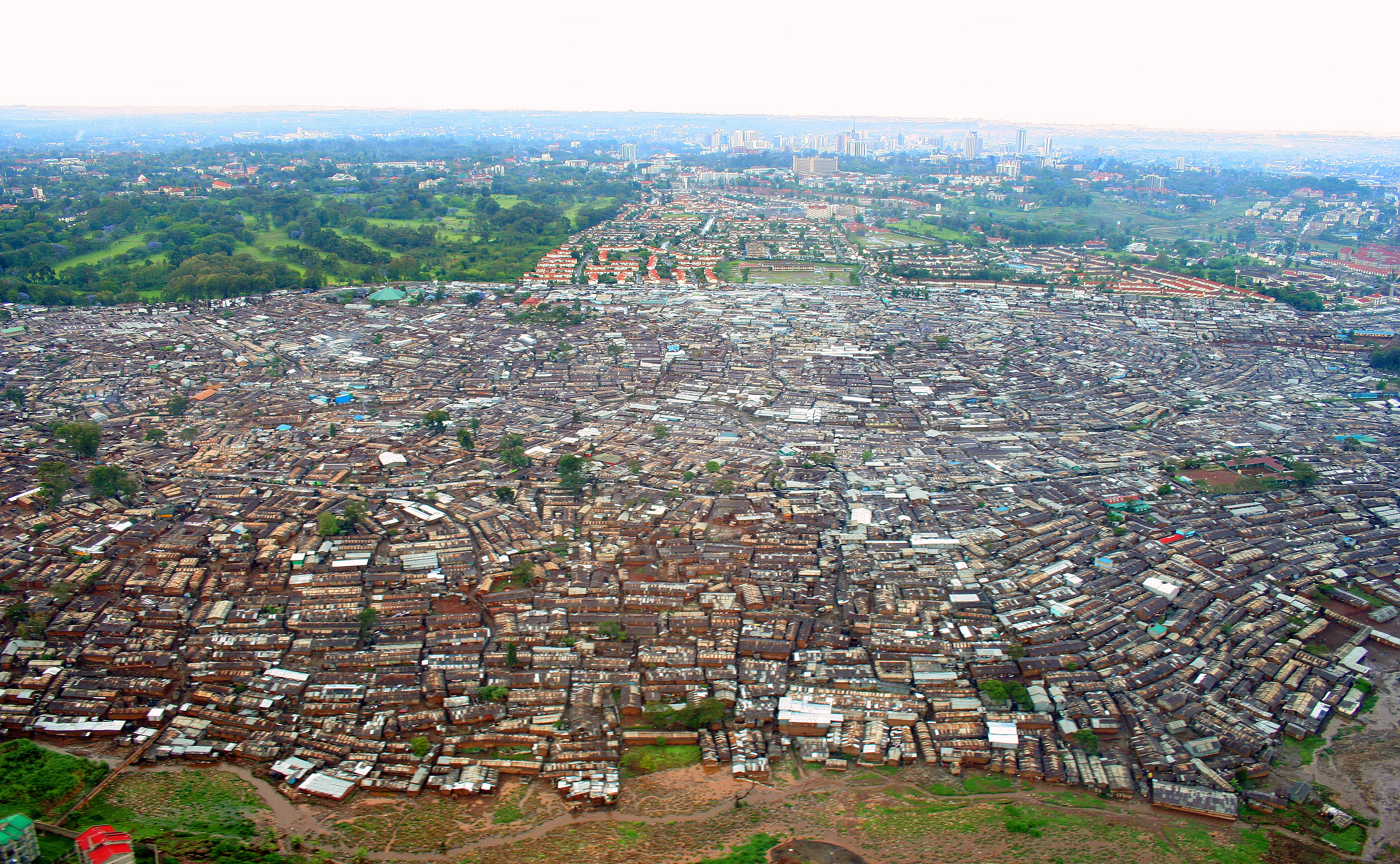
Slum Kibera na předměstí Nairobi

33 % obyvatelstva Keni žije ve městech. Zbytek 67 % na venkově. Hlavním a největším městem Keni je Nairobi. Má více než čtyři miliony obyvatel. Nachází se na jihozápadě území na plošině. Nairobi se uvádí jako nejmodernější město východní Afriky. Jižně od města je národní park Nairobi. Mombasa je druhé největší město. Má přibližně 800 000 obyvatel a leží při pobřeží Indického oceánu. Kisumu je třetí největší město v Keni. Žije zde 350 000 obyvatel. Leží v západní Keni u Viktoriina jezera.
Seznam 10 největších měst podle pořadí z roku 2009:
1. Nairobi 4 065 657 obyvatel
2. Mombasa 795 174 obyvatel
3. Kisumu 394 684 obyvatel
4. Nakuru 276 263 obyvatel
5. Eldoret 230 351 obyvatel
6. Ruiru 225 794 obyvatel
7. Machakos 166 367 obyvatel
8. Mewru 146 986 obyvatel
9. Nyeri 130 562 obyvatel
10. Kitale 115 957 obyvatel

### Školství
Keňské školství se skládá z mateřské školky, základní školy, střední školy a univerzity. Do mateřské školky se chodí přinejmenším tři roky, do základní školy osm roků, do střední školy čtyři roky a na univerzitu čtyři až šest roků. Tento systém platí už od osmdesátých let 20. století. 85 % dětí chodí do základní školy, 24 % do střední školy a pouze 2 % lidí chodí na vysokou školu. Do Základní školy se začne chodit mezi 6 až 7 rokem a končí 13 až 14 rokem.
Keňskou nejznámější a největší univerzitou je univerzita v Nairobi (anglicky: University of Nairobi, zkráceně UON). V roce 2002 do ní chodilo 22 000 studentů. Byla postavena roku 1956, ale až roku 1970 se stala Univerzitou.

## Kultura
Nejznámějším keňským spisovatelem je Ngũgĩ wa Thiong'o, původně píšící anglicky, nyní kikujsky a svahilsky. Roku 1977 byl autoritářským keňským režimem uvězněn, po kampani Amnesty International byl po roce propuštěn a uprchl do USA. Roku 2004 se vrátil do Keni, avšak po napadení a okradení sebe i své ženy se vrátil do Spojených států.

### Kuchyně

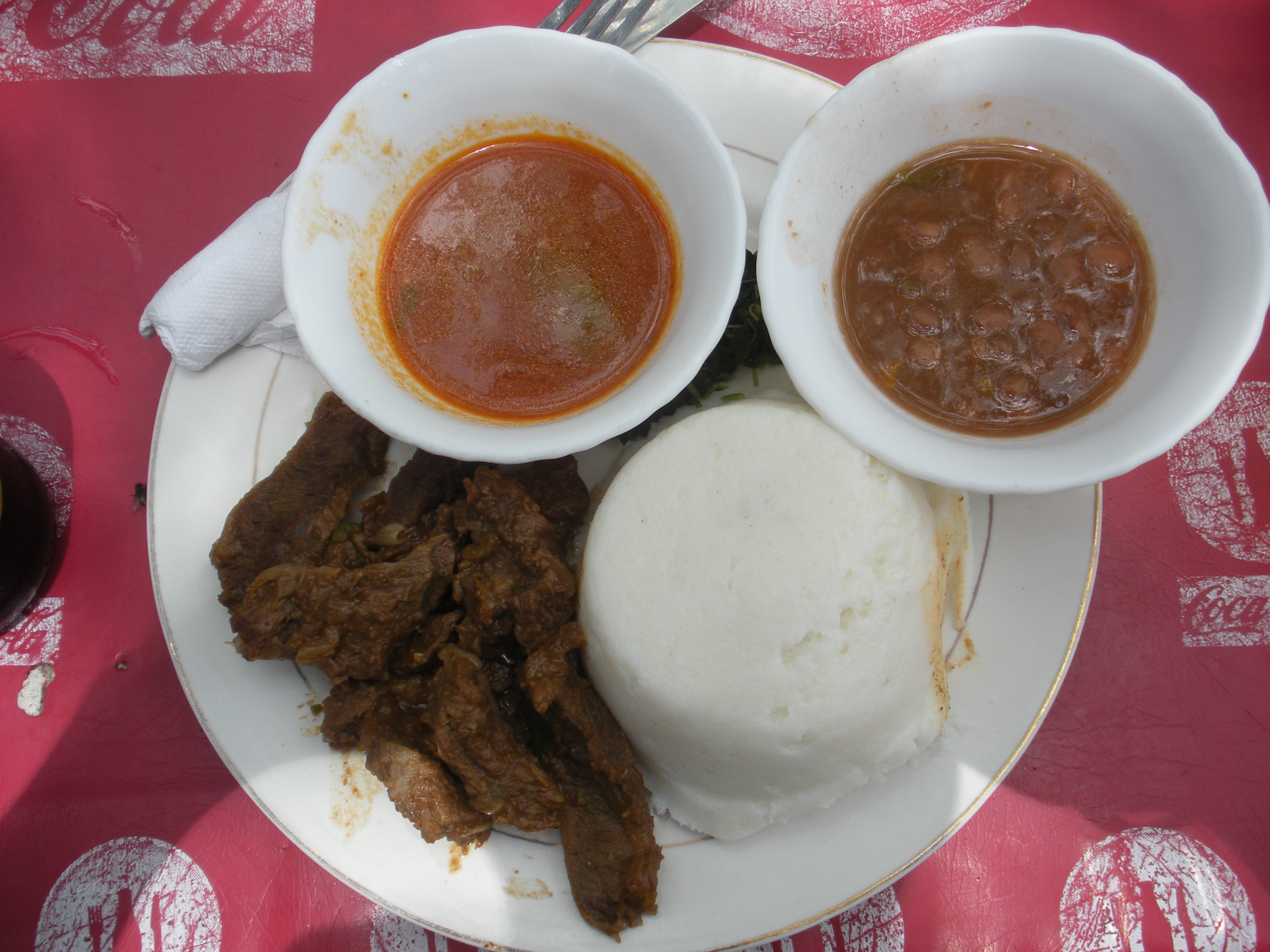
Nyama choma s ugali

Keňská kuchyně byla ovlivněna svahilskou, indickou a arabskou kuchyní, základem je kukuřice, potom proso, čirok, zelenina a maso. Nejznámějším keňským pokrmem je grilované maso nyama choma, je to pečeně obvykle z kozy nebo ovce, která se peče na ohni. K masu se také podávají různé přílohy, například zelenina, hranolky, různé omáčky nebo ugali. Ugali obsahuje škrob, vyrábí se z kukuřice, mouky a vody. Je to něco mezi ovesnou kaší a těstem. Jako příloha se také často užívají rozmačkané banány nebo plantainy, tedy tzv. zeleninové banány, nebo kaše z rozmačkaného hrášku a brambor. Z indické kuchyně keňská kuchyně přejala například samosu (fritovaná kapsa trojúhelníkového tvaru plněná masem a zeleninou), biryani (rýžová směs) nebo čapatí (placka z nekvašeného těsta, používá se jako příloha). Oblíbenou sladkostí je mandazi, trojúhelníkové sladké fritované pečivo podobné koblize. Keňa já známa pro svou kávu, oblíbený je v Keni ale také čaj, který se obvykle dělá slazený a s mlékem. V Keni se vyrábí také pivo, nejznámější značkou je Tusker, nebo jáhlové pivo pombe. Lehce alkoholické je také palmové víno.

### Sport

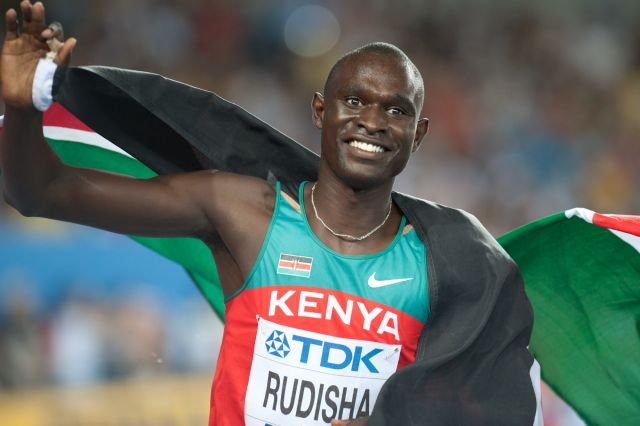
David Rudisha, dvojnásobný olympijský vítěz

Keňa má velmi aktivní sportovce v běhu, potom v kriketu, rallye, fotbale, ragby a v boxu. V běhu Keňa často reprezentuje na Olympijských hrách a ve hrách Commonwealthu v různých délkách, zvláště na 800 m, 1500 m, 3000 m s překážkami, 5000 m, 10 000 m a na maratonech. Keňští atleti vládnou ve vzdálenostních bězích, i když o výhrách v soutěžích bojují s Etiopany a Maročany. Na olympijských hrách Keňa soutěží od roku 1956. K roku 2018 získal 31 zlatých medailí, z toho plných třicet v atletice, s jedinou výjimkou v bězích. Touto jedinou výjimkou je boxer Robert Wangila, který na olympiádě v Soulu roku 1988 vyhrál soutěž veltrů. První olympijská medailová žeň pro Keňu přišla na olympijských hrách v Mexiku roku 1968, ze kterých si Keňa přivezla hned tři zlata, jež získali běžci Naftali Temu, Kipchoge Keino a Amos Biwott. Keino nakonec triumfoval i na hrách v Mnichově a získal celkem čtyři olympijské medaile, dvě zlaté a dvě stříbrné. Na další individuální zlato si ovšem Keňané museli počkat až do roku 1984. V Los Angeles obnovil slávu keňských vytrvalců Julius Korir. Triumf znamenaly další hry v Soulu roku 1988, ze kterých Keňa přivezla hned čtyři zlaté z běhů (Julius Kariuki, John Ngugi, Paul Ereng, Peter Rono). V Barceloně se sbírka rozrostla o dvě zlaté (Matthew Birir, William Tanui), v Atlantě o jednu (Joseph Keter). Podobné tempo Keňa držela i dále, v Sydney roku 2000 vystoupali na vrchol stupňů vítězů dva keňští běžci (Noah Ngeny, Reuben Kosgei), v Athénách za čtyři roky jeden (Ezekiel Kemboi). Nejslavnějšími hrami pro Keňu se stala olympiáda v Pekingu roku 2008, kde zlato získalo hned pět Keňanů, přičemž prvně se přidaly i ženy: Asbel Kipruto Kiprop, Brimin Kipruto, Wilfred Bungei, Samuel Wanjiru, Pamela Jelimová a Nancy Langatová. Na londýnských hrách roku 2012 se počet zlatých běžců znovu snížil na dva (Ezekiel Kemboi, David Rudisha). Rudisha se po Keinovi stal druhým keňským běžcem, který získal dvě olympijské zlaté, a prvním, kterému se na dalších hrách podařilo zlato obhájit (Keino získal zlaté na dvou různých tratích). Nebyl zdaleka jediným, komu se na hrách v Riu roku 2018 dařilo, pro Keňany šlo znovu o mimořádně úspěšnou olympiádu, zlaté získali krom Rudishy i Conseslus Kipruto, Eliud Kipchoge, Faith Kipyegonová, Jemima Sumgongová, Vivian Cheruiyotová.

## Chráněná území

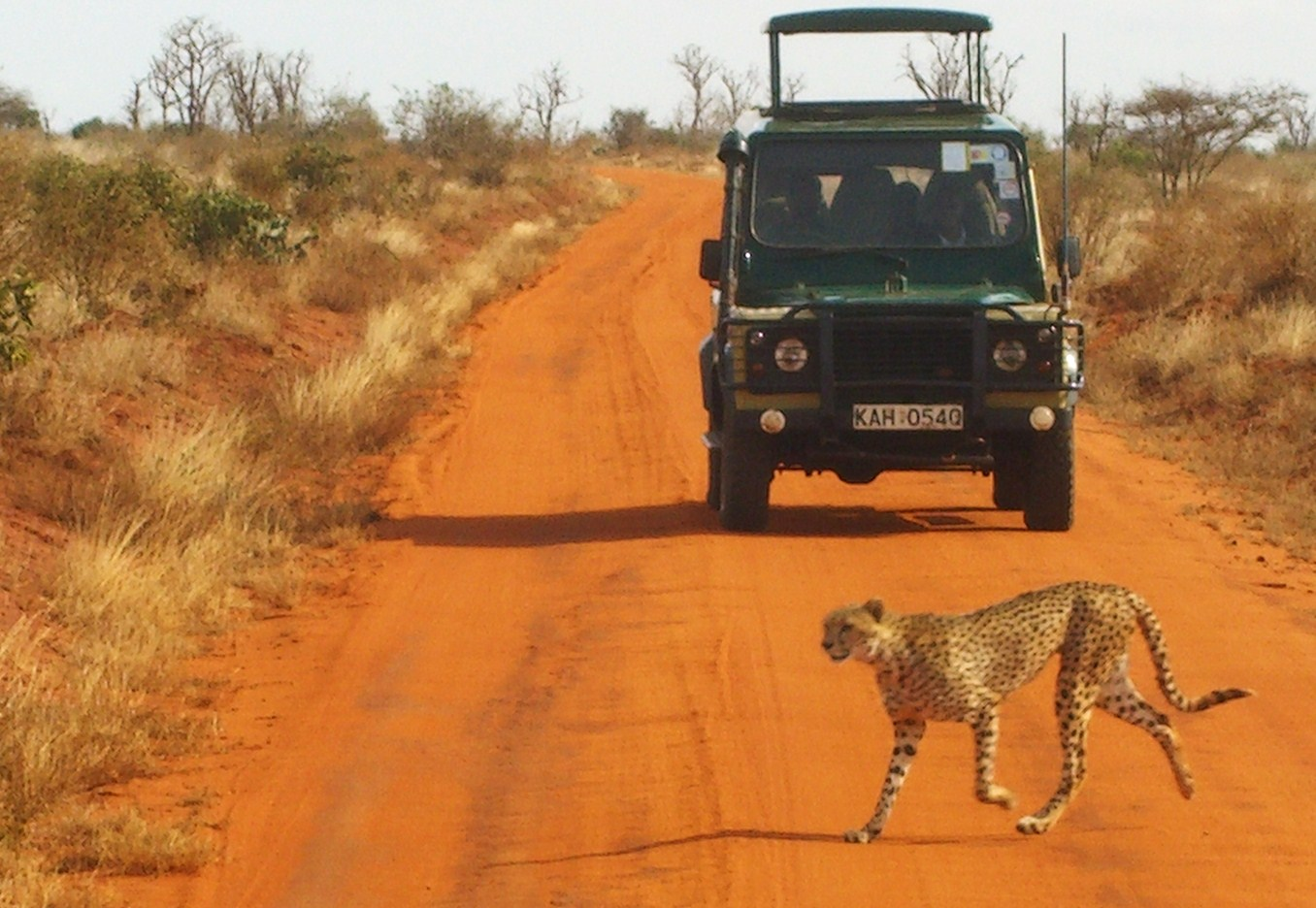
Gepard v národním parku Tsavo

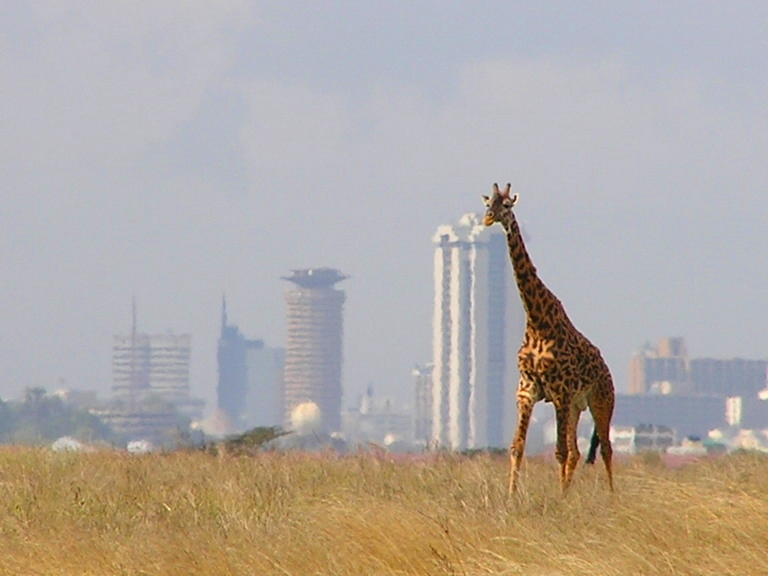
Žirafa v národním parku Nairobi s mrakodrapy v pozadí

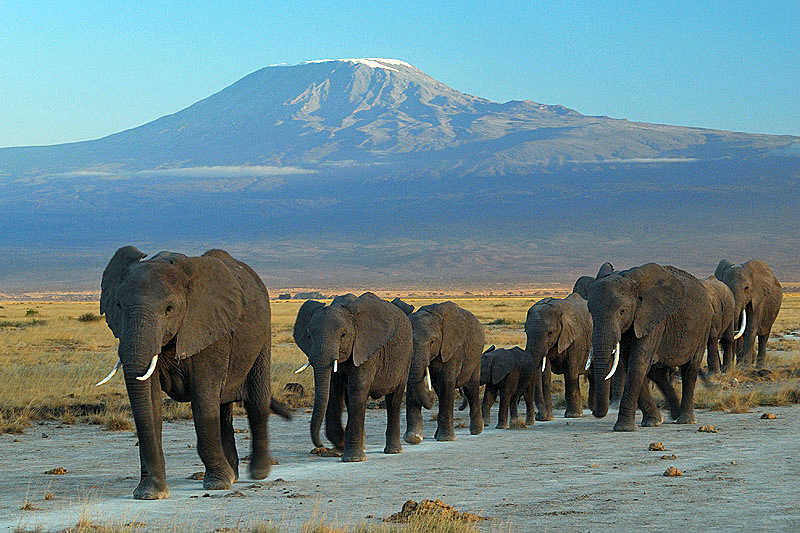
Národní park Amboseli s horou Kilimandžáro v pozadí

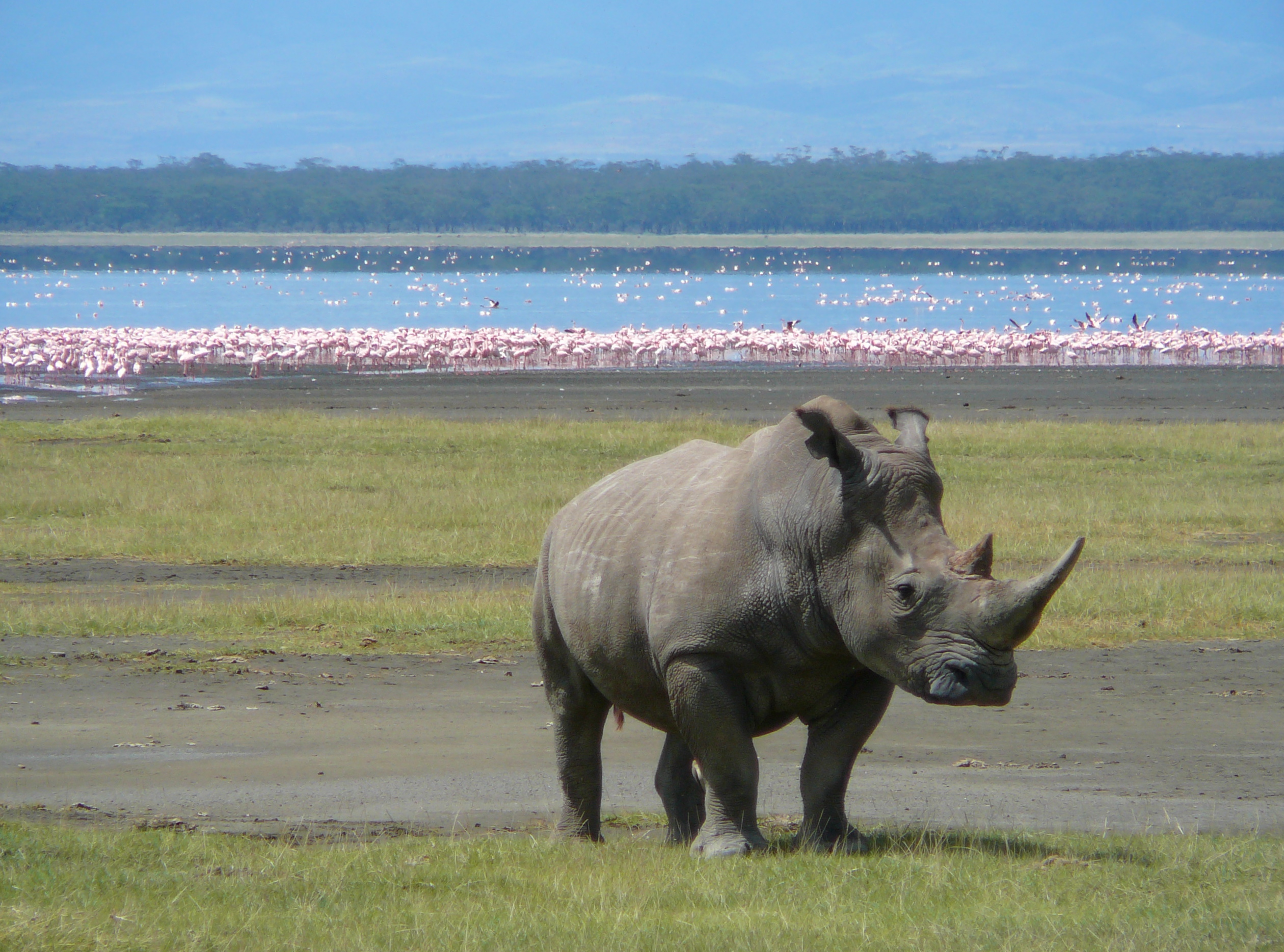
Nosorožec tuponosý v národním parku Lake Nakuru

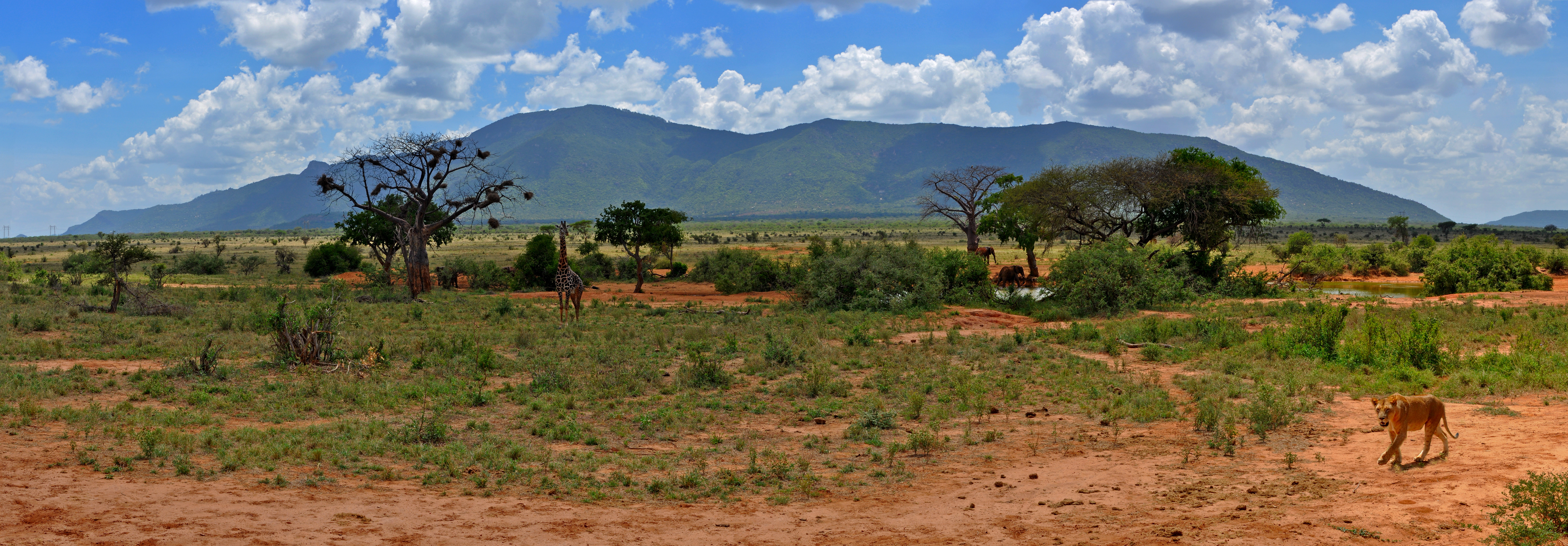
Krajina v Národním parku východní Tsavo

V Keni je celkem 35 národních parků a rezervací. Zde je jejich seznam.
- Národní park Aberdare
- Národní park Amboseli
- Národní park Arabuko Sokoke
- Národní rezervace Arawale
- Národní rezervace Bisanadi
- Národní rezervace Boni
- Národní park Central Island
- Národní park Chyulu Hills
- Národní park Hell's Gate
- Národní rezervace Kakamega Forest
- Národní park Kisite-Mpunguti
- Národní park Kora
- Národní rezervace Losai
- Národní park Jezero Nakuru
- Národní park Malindi
- Národní park Malka Mari
- Národní rezervace Marsabit
- Národní rezervace Masai Mara
- Národní park Meru
- Národní park Mombasa
- Národní park Mount Elgon
- Národní park Mount Kenya
- Národní park Mount Longonot
- Národní rezervace Mwea
- Národní park Nairobi
- Národní park Ndere
- Národní park Ol Donyo Sabuk
- Národní park Ruma
- Národní park Saiwa Swamp
- Národní rezervace Samburu
- Národní rezervace Shaba
- Národní rezervace Shimba Hills
- Národní park Sibiloi
- Primátní rezervace Tana River
- Národní park Tsavo (západní a východní)
- Národní park Watamu